# Ōmuta
Ōmuta (大牟田市?, Omuta-shi) è una città giapponese della prefettura di Fukuoka. Dal 1º gennaio 2010, la città ha stimato una popolazione di 127.126 abitanti (58.294 uomini, 68.832 donne) e una densità di popolazione di 1,558.87 di persone per km². La superficie totale è di 81,55 km². L'attuale sindaco è Michio Koga.

## Geografia fisica
Ōmuta si trova alla fine meridionale della prefettura di Fukuoka, confina con il mare Ariake a ovest, incontrando la prefettura di Kumamoto, a sud e a est. Sono presenti i monti Yamagi e Miike e i fiumi Omuta, Suwa, Doumen e Kumagawa. Lo zoo di Ōmuta è noto per la presenza dei panda.

## Storia
Il più antico riferimento a Ōmuta, precisamente a Kunugi, uno dei più antichi quartieri della città, si trova nel Nihonshoki, nel capitolo dell'imperatore Keikō, la cui però esistenza storica è dubbia.
Nel XII secolo si formarono tre stagni, presumibilmente a causa di un'eruzione vulcanica. Miike (三池?, mi-ike), un quartiere della città, prende il nome in onore di questi tre stagni.
Nel 1469, un contadino di nome Denzaemon trovò del carbone in una montagna quando fece un falò. L'estrazione del carbone sarebbe così diventata la principale industria in questo settore.